# Abichegam
Abichegam é uma cerimônia hindu de culto ao falo, ligada à divindade Xiva.